# Airalo
Airalo je internetový obchod s eSIM. Uživatelům nabízí eSIM pro více než 200 zemí a regionů po celém světě a umožňuje jim tak okamžitý přístup k internetu v zahraničí. K 31. březnu 2024 má více než 10 milionů uživatelů a je dostupná v 53 jazycích. Lze ji stáhnout prostřednictvím App Store nebo Google Play.

## Historie
Airalo je americký startup založený v roce 2019 Abrahamem Burakem a Bahadirem Ozdemirem.
V roce 2019 získalo Airalo startovní kapitál ve výši 1,9 milionu dolarů od společnosti Antler a seedového fondu Surge společnosti Sequoia Capital India. V roce 2021 získalo 5 milionů dolarů v rámci financování Série A, a v roce 2023 ještě 60 milionů dolarů v rámci kola financování Série B. Kolo vedla společnost e& Capital, riziková odnož společnosti e& (známá spíše jako operátor Etisalat se sídlem v SAE), a podílely se na něm společnosti Antler Elevate, Liberty Global, Rakuten Capital, Singtel Innov8, Surge (fond pro počáteční fáze podnikání provozovaný společností Peak XV, dříve známou jako Sequoia Capital India a SEA), Orange, T Capital (riziková odnož společnosti Deutsche Telecom), KPN Ventures, Telefónica Ventures a I2BF Global Ventures.